# Haroldo Veloso
Haroldo Coimbra Veloso, ou simplesmente Haroldo Veloso, (Rio de Janeiro, 4 de julho de 1920 – Rio de Janeiro, 22 de outubro de 1969) foi um militar e político brasileiro, outrora deputado federal pelo Pará.

## Dados biográficos
Filho de Paulo Veloso e Diva Coimbra Veloso. Aluno da Escola Militar do Realengo, ingressou na mesma em abril de 1939 e a seguir na Força Aérea Brasileira como aspirante aviador em 1942. Já formado em Engenharia Aérea, participou da Revolta de Jacareacanga e da Revolta de Aragarças visando derrubar o governo Juscelino Kubitschek. Apoiou o Regime Militar de 1964 e após ser reformado no posto de Brigadeiro, ingressou na ARENA e foi eleito deputado federal pelo Pará em 1966.
Em 20 de setembro de 1968 protagonizou o último lance polêmico de sua carreira ao liderar uma marcha a fim de reempossar Elias Pinto na prefeitura de Santarém que, cassado pela Câmara Municipal, foi reintegrado pela Justiça. Durante a caminhada até a sede da prefeitura houve uma altercação com tropas da Polícia Militar do Pará e nisso Haroldo Veloso foi agredido e alvejado pelos militares, resultando numa longa internação. Veio a falecer meses depois vítima de problemas cardíacos.
Dá nome a uma rua no bairro do Canto do Forte, na cidade de Praia Grande, em São Paulo.